# Nathalie Caldonazzo
Nathalie Caldonazzo, conosciuta anche come Nathaly Caldonazzo o Nathaly Snell (Roma, 24 maggio 1969), è un'attrice, showgirl, ballerina ed ex modella italiana.

## Biografia

### Carriera
Figlia della ballerina e coreografa olandese Leontine Snell (ex membro del corpo di ballo Bluebell del Lido di Parigi) e dell'imprenditore romano Mario Caldonazzo (scomparso quando lei aveva 19 anni), in gioventù frequenta l'accademia Koefia lavora come modella a Roma e Milano, e cura le pubbliche relazioni per alcune discoteche di Roma e della Costa Smeralda. Dopo alcune partecipazioni televisive come ballerina nei corpi di ballo di alcuni show della Rai, fra cui Stasera Lino e Fantastico 10.

Nathalie Caldonazzo in una scena del film Fratelli d'Italia (1989)

Alta 1,78 m, dopo aver sostenuto piccoli ruoli in alcuni film, nel 1997 la Caldonazzo entra a far parte della compagnia del Bagaglino, prendendo parte come primadonna ad alcuni varietà televisivi e teatrali della compagnia. In seguito la sua carriera si alternerà tra ruoli cinematografici (soprattutto nelle pellicole Fratelli d'Italia e Paparazzi), televisivi (CentoVetrine, Anni '60, ...) e teatrali, tra cui La bisbetica domata per la regia di Alessandro Capone. 

#### Anni duemila
Nel 2000 è tra i protagonisti del film TV Maria Maddalena, diretto da Raffaele Mertes. Nello stesso anno incide un singolo in lingua spagnola intitolato Con quién serás, e diventa testimonial per il marchio italiano Parah. Nell'inverno del 2001 prende parte come primadonna, assieme a Eva Grimaldi, Milena Miconi e Pamela Prati, al varietà del Bagaglino Saloon, in onda in prima serata su Canale 5. A partire dallo stesso anno comincia a dedicarsi prevalentemente al teatro, prendendo parte agli spettacoli Il vantone di Pier Paolo Pasolini e Deus ex machina, tratto da God di Woody Allen, entrambi diretti da Pino Quartullo.
Nel 2002 porta in scena La bisbetica domata di William Shakespeare, per la regia di Alessandro Capone. Nel 2003 è di nuovo diretta da Pino Quartullo nella commedia di Carlo Goldoni Gl'innamorati. Nella stagione 2003-2004 recita ne L'improvvisazione di Versailles di Molière. Sempre nel 2004, torna dopo alcuni anni al cinema recitando in Due volte Natale, opera prima di Marco Falaguasta. Nella stagione 2004-2005 è in scena con L'anatra all'arancia di Marc-Gilbert Sauvajon, mentre in quella 2005-2006 ne La dodicesima notte di William Shakespeare, diretta da Andrea Buscemi.
Nella stagione 2006-2007 è protagonista a teatro del musical Le magie del Moulin Rouge - Musical Romantico, scritto e diretto da Adriana Cipriani. Nel 2007 prende parte ad alcuni episodi dell'ottava stagione della soap opera italiana CentoVetrine, in onda su Canale 5. Nel 2008 è tra i protagonisti del film L'imbroglio nel lenzuolo, diretto da Alfonso Arau e prodotto da Maria Grazia Cucinotta, presentato al Taormina Film Fest e distribuito nelle sale due anni dopo.

#### Anni duemiladieci
Anche nel corso degli anni duemiladieci Nathalie Caldonazzo si dedica principalmente al teatro, prendendo parte a numerosi spettacoli teatrali. Nel 2010 è tra i protagonisti della commedia Uomini sull'orlo di una crisi di nervi, scritta e diretta da Alessandro Capone. Nello stesso anno, è nel cast del film Quando si diventa grandi, esordio alla regia di Massimo Bonetti, e prende parte ad una puntata della terza stagione della serie televisiva Rex, trasmessa da Rai 1 il 5 luglio 2011. Nel 2011 recita in tre spettacoli teatrali: Finché giudice non ci separi, Fiori di cactus e La locandiera di Carlo Goldoni. Nel 2012 è in scena con il Miles gloriosus di Plauto e Sedia sediola. Nella stagione 2013-2014 è tra i protagonisti di Facciamo un sogno di Sacha Guitry, diretta da Alessandro Marrapodi.
Il 12 settembre 2013 presenta al Teatro Italia di Gallipoli la quarantaquattresima edizione del Premio Barocco, trasmessa anche in televisione dall'emittente pugliese Telerama. Nel 2014 produce il programma sportivo Fightfootball League, trasmesso sul web da Premium Sports, per il quale incide la sigla Fightfootball assieme al rapper Joice Manzo, pubblicata come singolo il 26 giugno 2014 e accompagnato da un videoclip ufficiale. Nell'estate dello stesso anno sostituisce Eva Grimaldi come protagonista di Circe, la figlia del Sole, dramma satiresco di Ettore Romagnoli diretto da Vito Cesaro. Nella stagione 2014-2015 è in scena nella commedia Una bugia tira l'altra, scritta e diretta da Luigi Russo.
Nella stagione 2015-2016 recita in Il malato immaginario di Molière, diretta da Andrea Buscemi. Sempre nel 2016, torna al cinema recitando nel film Il mondo di mezzo, diretto da Massimo Scaglione. Dal 30 gennaio al 13 febbraio 2017 prende parte come concorrente alla dodicesima edizione del reality show L'isola dei famosi, condotto da Alessia Marcuzzi su Canale 5, venendo eliminata nel corso della terza puntata con il 63% dei voti.. Nello stesso anno prende parte ad una puntata della sesta stagione de L'ispettore Coliandro e a teatro in Sento odore di femmina, tratto dal Don Giovanni di Molière. Nathaly Caldonazzo dal 2013 scopre la passione per la pittura il suo stile è la Pop Art, il suo maestro è Croce Taravella. Nel 2021 realizza insieme all'artista Vito Bongiorno Squartalized, il progetto che indaga e approfondisce il trauma della violenza sulle donne.

#### Anni duemilaventi
A partire dal 20 dicembre 2021 prende parte come concorrente, a gioco iniziato, alla sesta edizione del Grande Fratello VIP, condotta da Alfonso Signorini. Nell'aprile 2023 entra a far parte (per la seconda volta) del cast di naufraghi de L'isola dei famosi, reality condotto da Ilary Blasi su Canale 5.

## Vita privata
Ha una sorella maggiore di nome Patrizia. Nathalie è tifosa della Roma. È stata compagna di Massimo Troisi dal 1992 fino alla morte di lui. Ha una figlia di nome Mia (così chiamata in onore di Mia Farrow), nata nel 2004 dalla sua relazione con l'imprenditore napoletano Riccardo Sangiuliano. Ha intrapreso il percorso di Temptation Island VIP con l’ex-fidanzato Andrea Ippoliti, ma ne è uscita da single, affermando di non rinnegare la partecipazione a un reality senza il quale non avrebbe scoperto chi aveva al suo fianco.
Attualmente fidanzata con Filippo Bruni.

## Filmografia

### Cinema
- Fratelli d'Italia, regia di Neri Parenti (1989)
- Abbronzatissimi, regia di Bruno Gaburro (1991)
- Angeli a Sud, regia di Massimo Scaglione (1992)
- Nessuno mi crede, regia di Anna Carlucci (1992)
- La via del cibo, regia di Eugenio Donadoni e Paolo Ippolito (1994)
- Apocrifi sul caso Crowley, regia di Ferdinando Vicentini Orgnani – mediometraggio (1994)
- Romanzo di un giovane povero, regia di Ettore Scola (1995)
- Paparazzi, regia di Neri Parenti (1998)
- Le faremo tanto male, regia di Pino Quartullo (1998)
- Due volte Natale, regia di Marco Falaguasta (2004)
- Fly Light, regia di Roberto Lippolis (2007)
- L'imbroglio nel lenzuolo, regia di Alfonso Arau (2010)
- Quando si diventa grandi, regia di Massimo Bonetti (2010)
- Il mondo di mezzo, regia di Massimo Scaglione (2017)
- La scelta impossibile, regia di Samuele Dalò (2018)
- Letto numero 6, regia di Milena Cocozza (2020)
- I Want You, regia di Claudio Masin – cortometraggio (2020)

### Televisione
- Passioni – serial TV (1993)
- L'estate calda di Riccardo Mauri – serie TV (1995)
- Positano, regia di Vittorio Sindoni – miniserie TV (1996)
- Anni '60, regia di Carlo Vanzina – miniserie TV (1999)
- Maria Maddalena, regia di Raffaele Mertes – film TV (2000)
- CentoVetrine – serial TV (2007)
- Rex – serie TV, episodio 3x08 (2011)
- L'ispettore Coliandro – serie TV , episodio 6x04 (2017)
- A Capodanno tutti da me, regia di Toni Fornari e Andrea Maia – film TV (2025)

## Teatro
- Orfeo a Manhattan, di Carlo Tritto, regia Lucio Chiavarelli (1997)
- Perversioni sessuali a Chicago, di David Mamet, regia di Massimo Milazzo (1997)
- Bertoldo, Bertoldino e Bertinotti, di Mario Castellacci e Pier Francesco Pingitore, regia di Pier Francesco Pingitore (1997-1998)
- Il Ribaldone, di Mario Castellacci e Pier Francesco Pingitore, regia di Pier Francesco Pingitore (1999)
- Il vantone, di Pier Paolo Pasolini, regia di Pino Quartullo (2001)
- Deus ex machina, tratto da God di Woody Allen, regia di Pino Quartullo (2001)
- La bisbetica domata, di William Shakespeare, regia di Alessandro Capone (2002)
- Gl'innamorati, di Carlo Goldoni, regia di Pino Quartullo (2003) e Andrea Buscemi (2006-2007)
- L'improvvisazione di Versailles, di Molière, regia di Guglielmo Guidi (2003-2004)
- L'anatra all'arancia, di Marc-Gilbert Sauvajon, regia di Bruno Montefusco (2004-2005)
- E poi gli dirò, testo e regia di Marco Falaguasta (2005)
- La dodicesima notte, di William Shakespeare, regia di Andrea Buscemi (2005-2006)
- Una strega in paradiso, di John Van Druten, regia di Silvio Giordani (2006)
- Lectura Dantis, tratto dalla Divina Commedia di Dante Alighieri, regia di Andrea Buscemi (2007)
- Pene d'amor perdute, di William Shakespeare, regia di Livio Galassi (2007)
- Le magie del Moulin Rouge - Musical Romantico, testo e regia di Adriana Cipriani (2007-2008)
- Parlami d'amore Mariù, di Paolo Logli, regia di Enrico Maria Lamanna (2008)
- Pinocchio, di Carlo Collodi, regia di Andrea Buscemi (2008)
- La trappola, di N. J. Crisp, regia di Giancarlo Zanetti (2009)
- Uomini sull'orlo di una crisi di nervi, testo e regia di Alessandro Capone (2010)
- Finché giudice non ci separi, testo e regia di Augusto Fornari (2011)
- Fiore di cactus, di Pierre Barillet e Jean-Pierre Grédy, regia di Guglielmo Ferro (2011)
- La locandiera, di Carlo Goldoni, regia di Caterina Costantini (2011)
- Miles gloriosus, di Plauto, regia di Cristiano Roccamo (2012)
- Sedia sediola, di Rosario Galli, regia di Claudio Boccaccini (2012)
- Circe, la figlia del Sole, di Ettore Romagnoli, regia di Vito Cesaro (2014)
- Facciamo un sogno, di Sacha Guitry, regia di Alessandro Marrapodi (2014-2015)
- Una bugia tira l'altra, testo e regia di Luigi Russo (2014-2015)
- Il malato immaginario, di Molière, regia di Andrea Buscemi (2015-2016)
- Dichiarazioni d'amore, di Vito De Girolamo e Carlo Loiudice, regia di Enrico Maria Lamanna (2017-2018)
- Sento odore di femmina, tratto da Don Giovanni di Molière, regia di Amedeo De Paolis (2017)
- Baciami James, di Robert Farquhar, regia di Guglielmo Guidi (2018-2019)
- Parlami d'amore, di Philippe Claudel, regia di Francesco Branchetti (2019-2022)
- Passo a due pas de deux (ovvero: l'amore ha cinque fasi, ma molte coppie si fermano alla terza), di David Conati, regia di Francesco Branchetti (2020-2021)
- Sunshine, di William Mastrosimone, regia di Francesco Branchetti (2022)

## Programmi televisivi
- Stasera Lino (Rai 1, 1989) – Ballerina
- Cocco (Rai 1, 1989) – Ballerina
- Fantastico 10 (Rai 1, 1989-1990) – Ballerina
- Un'estate italiana (Rai 1, 1991) – Ballerina
- Gran caffè (Canale 5, 1998)
- La festa del disco (Canale 5, 1998) – Co-conduttrice
- Il ribaldone (Canale 5, 1999)
- Saloon (Canale 5, 2001)
- L'aia - Danza e suoni del Mediterraneo (Telenorba, 2003)
- Capodanno italiano (Rai 1, 2006)
- 44º Premio Barocco (Telerama, 2013)
- 10º Premio Città di Monopoli (Canale 7, 2014)
- L'isola dei famosi 12 (Canale 5, 2017) – Concorrente
- Temptation Island VIP 2 (Canale 5, 2019) – Concorrente
- Grande Fratello VIP 6 (Canale 5, 2021-2022) – Concorrente
- L'isola dei famosi 17 (Canale 5, 2023) – Concorrente

## Discografia

### Singoli
- 2000 – Con quien seras
- 2014 – Fightfootball (con Joice Manzo)
- 2020 – L'amore che viene (c'est l'amour que je cherche) (con Andrea Sisti)

### Videoclip
- 2014 – Fightfootball
- 2020 – L'amore che viene (c'est l'amour que je cherche)